# Potter Palmer
Pour les articles homonymes, voir Palmer.
Potter Palmer (20 mai 1826 à New York – 4 mai 1902 à Chicago) est un homme d'affaires et collectionneur d'art américain. Il est connu comme le pionnier du développement de State Street à Chicago.

## Jeunesse
Potter naît à Potter Hollow, comté d'Albany dans l'État de New York, il est le fils d'un quaker et paysan aisé. Après avoir fréquenté l'école publique, il commence à travailler comme vendeur dans un magasin de Durham. Peu après, il ouvre son propre magasin de vêtements à Oneida qu'il déplace un an après à Lockport.

## Chicago
En 1851, Potter Palmer visite la ville de Chicago qui ne compte alors que 40 000 habitants. Il décide de s'y installer, vend son commerce de Lockport et en ouvre un nouveau à Chicago, en 1852. Son entreprise est un succès et alors que s'annonce la guerre de Sécession, il a une idée qui va le rendre vraiment riche. Il pressent que la production de biens et de matières premières va souffrir du conflit à venir. Il investit toute sa fortune pour acheter des tissus en coton et en laine et les stocke dans divers entrepôts. Son intuition était la bonne, les prix de ses stocks ne cessent d'augmenter alors que la guerre fait rage. Il est bientôt à la tête d'une fortune de plusieurs millions de dollars de l'époque. En 1865, il commence par acheter une propriété sur State Street dont il fait un nouveau magasin. Son exemple est suivi par d'autres commerçants à qui Potter Palmer vend des terrains pour un bon prix. À la fin des années 1860, il vend son magasin à son associé Marshall Field et se concentre sur l'immobilier. Avant que le grand incendie de 1871 ne frappe la ville, Potter Palmer possède 95 bâtiments de valeur en ville qui seront tous détruits lors de la catastrophe. 
En 1870, il épouse Bertha Honoré fille d'un riche promoteur immobilier. Comme cadeau de mariage, il offre à Bertha un hôtel, la Palmer House, à l'angle des rues State et Monroe. La maison est inaugurée le 26 septembre 1871, mais elle brûle, dans le Grand incendie, juste treize jours après, le 9 octobre. La fortune de Palmer est mise à rude épreuve par la catastrophe. Il songe un instant à réaliser ce qui lui reste et à quitter Chicago, mais Bertha l'en dissuade. Elle lui conseille même d'investir tout ce qui lui reste dans la reconstruction de la cité. Palmer fait donc immédiatement reconstruire la Palmer House sur les plans de l'architecte John Mills van Osdel (en). Le nouvel hôtel comporte sept étages, des chambres immenses, un décor luxueux et un restaurant gastronomique. Il fut également à l'origine du Palmer Park situé dans le South Side de la ville.
Les conseils de son épouse ont fait de lui un homme encore plus riche. Au jour de sa mort, le 4 mai 1902, sa fortune est estimée à 25 millions de dollars de l'époque. Fortune qu'il laisse à sa femme et à ses fils Honoré, né en 1874 et Potter Palmer II, né en 1875. Il est enterré au cimetière de Graceland à Chicago.